# Andrzej Pstrokoński
 Andrzej Stefan Pstrokoński (ur. 28 czerwca 1936 w Warszawie, zm. 24 grudnia 2022) – polski koszykarz, olimpijczyk, trener koszykarski i polityk.

## Życiorys
Reprezentant Polski podczas igrzysk olimpijskich w Rzymie w 1960 oraz igrzysk olimpijskich w Tokio w 1964. Pięciokrotnie występował na ME: w 1957, 1959, 1961, 1963 i 1965. W kadrze narodowej występował w latach 1956–1966. W tym czasie wziął udział w 200 spotkaniach, notując na swoim koncie 1009 punktów.
W sezonie 1960/1961 ustanowił rekord kariery, zdobywając w wygranym (106:81) meczu o mistrzostwo Polski z Lechem Poznań – 43 punkty.
Znajdował się w składzie Legii Warszawa, kiedy ta podejmowała gwiazdy NBA – 4 maja 1964. W zespole All-Stars znajdowali się wtedy: Bill Russell, Bob Pettit, Oscar Robertson, Tom Heinsohn, Jerry Lucas, Tom Gola, Bob Cousy, K.C. Jones, czyli dziś sami członkowie Galerii Sław Koszykówki. W spotkaniu tym zdobył 11 punktów, występując na parkiecie przez cały mecz wraz z Jerzym Puskunem, Januszem Wichowskim, Tadeuszem Suskim i Stanisławem Olejniczakiem. Drużyna z Warszawy przegrała to spotkanie 76:96. Różnica punktów okazała się najniższą spośród wszystkich pięciu drużyn, które rywalizowały z NBA All-Stars.
W decydującym meczu sezonu 1968/1969, Legii z Wybrzeżem Gdańsk, na dwie sekundy przed końcem czasu gry zdobył zwycięskie punkty, przesądzające o mistrzostwie Polski swojego zespołu.
W latach 1968–1971 trener kobiecej reprezentacji Polski, w okresie 1971–1975 drużyny warszawskiej Legii oraz reprezentacji męskiej między 1976 a 1977 rokiem. Od 1980 był członkiem zarządu PZKosz.

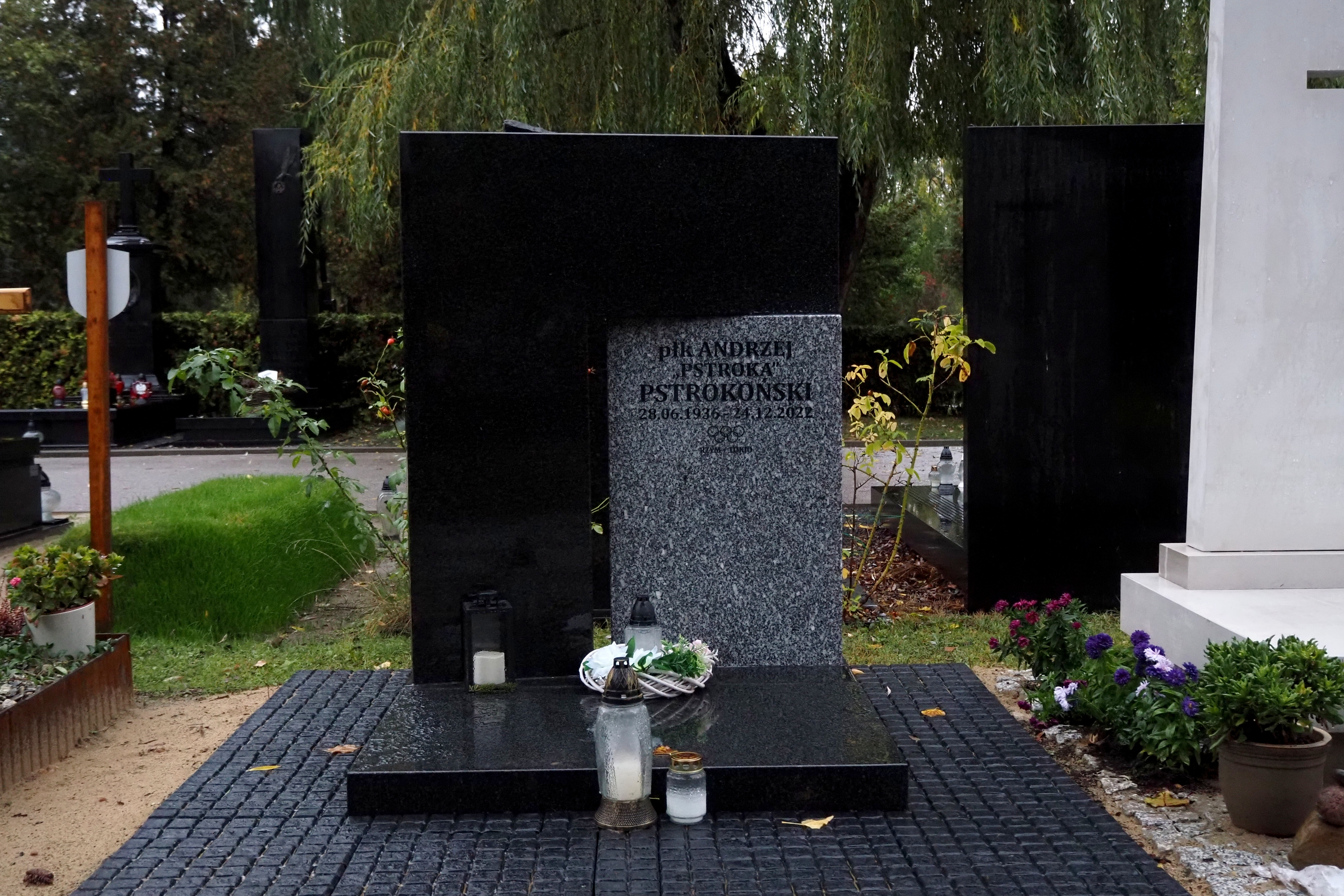
Grób Andrzeja Pstrokońskiego na Cmentarzu Wojskowym na Powązkach w Warszawie

Został działaczem Krajowej Partii Emerytów i Rencistów. Z jej ramienia bezskutecznie kandydował w 2006 i 2010 do sejmiku województwa mazowieckiego oraz w 2011 (z listy SLD) do Sejmu. W 2009 zasiadł w prezydium KPEiR, a 19 kwietnia 2012 objął funkcję sekretarza generalnego tej partii.
Zmarł 24 grudnia 2022. Został pochowany na Cmentarzu Wojskowym na Powązkach w Warszawie.
W 2001 odznaczony Krzyżem Oficerskim Orderu Odrodzenia Polski.

## Osiągnięcia
Na podstawie, o ile nie zaznaczono inaczej.

### Klubowe
- 6-krotny mistrz Polski (1957, 1960, 1961, 1963, 1966, 1969)
- Wicemistrz Polski:
  - 1958, 1968
  - juniorów (1952)
- Brązowy medalista mistrzostw Polski (1962)
- 2-krotny zdobywca Pucharu Polski (1968, 1970)
- 2-krotny finalista pucharu Polski (1957, 1959)
- Uczestnik Pucharu Saporty (1969)

### Reprezentacja
- Wicemistrz Europy (1963 – Wrocław)
- Brązowy medalista mistrzostw Europy (1965 – Moskwa)
- Zdobywca Pucharu Narodów (1966 – Francja)[7]
- Uczestnik:
  - igrzysk olimpijskich (1960 – Rzym, 1964 – Tokio)
  - mistrzostw Europy (1957, 1959, 1961, 1963, 1965)
- Powołany do składu reprezentacji Europy w 1964

### Trenerskie
- Finalista pucharu Polski mężczyzn (1972)
- Brąz mistrzostw Europy kobiet (1968)
- Uczestnik mistrzostw Europy kobiet (1968, 1970 – 6. miejsce)